# Klimsch (Familie)
Die deutsche Familie Klimsch stammte aus Česká Lípa und brachte über drei Generationen (1812–1960) acht Bildende Künstler hervor. Sieben Familienmitglieder waren über fünf Generationen mit der Geschäftsführung des Familienunternehmens Klimsch & Co betraut.

## Genealogische Darstellung (nur Künstler)

Eugen Klimsch (1839–1896)
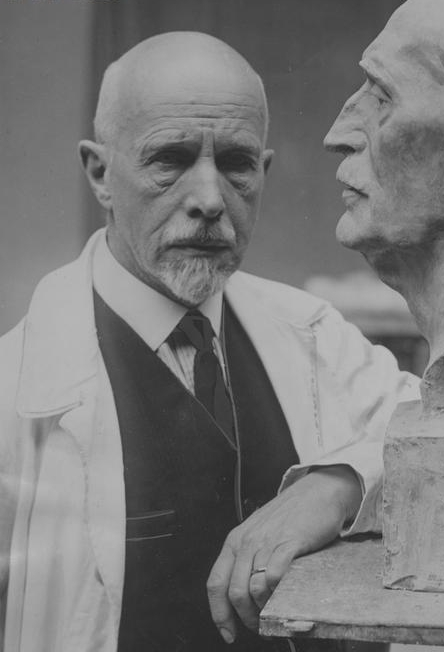
Fritz Klimsch (1870–1960)

1. Ferdinand Karl Klimsch (1812–1890), deutscher Unternehmer, Lithograf und Kunstmaler, verheiratet mit Margaretha Henriette Schulz (1818–1884), sechs Kinder, darunter Julius Jakob (1843–1862), Wilhelmine (1847–1848), Emilie Molly (1861–1937) sowie:
  1. Eugen Klimsch (1839–1896), deutscher Kunstmaler, verheiratet mit Helena Burkhard, vier Kinder, darunter Maria Louise (1873–1924) sowie:
    1. Karl Klimsch (1867–1936), deutscher Maler und Grafiker
    2. Paul Klimsch (1868–1917), deutscher Kunstmaler und Illustrator, verheiratet mit Charlotte Sophie Zickwolff (1867–1932)
    3. Fritz Klimsch (1870–1960), deutscher Bildhauer, verheiratet mit Irma Lauter (1872–1948), vier Kinder: Julius (* 1895), Reinold (* 1897), Margot (* 1901) und Florentin (* 1908)

  2. Karl Ferdinand Klimsch (1841–1926), deutscher Maler und Unternehmer, verheiratet mit Maria Dorothea Louise Burkard (1842–1922), fünf Kinder: Helene Eugenia (1866–1950), Frederike Dorothea (1869–1921), Eugen (1872–1945), Pauline (* 1874) sowie:
    1. Hermann Anton Klimsch (1867–1960), deutscher Kunstmaler und Grafiker

  3. Louis Klimsch (1852–1874), deutscher Kunstmaler

## Unternehmerfamilie
Ferdinand Karl Klimsch war 1858 der Gründer des Familienunternehmens Klimsch-lithographische Kunst-Anstalt in Frankfurt am Main, das ab 1869 als Klimsch & Co firmierte. 1864 übergab er die Geschäftsleitung an seinen Sohn Karl Ferdinand Klimsch. In der dritten Familiengeneration wurde das Unternehmen ab 1899 zusammen von Eugen Klimsch (1872–1945) und dessen Schwager Peter Schumacher bis 1939 geführt. In der vierten Generation oblag die gemeinsame Firmenführung den Söhnen Peter Schumachers, Karl Schumacher (bis 1973) und Ernst Schumacher (bis 1977). Der Kaufmann Helmut Holz, ein Enkel Eugen Klimschs (1872–1945), trat 1974 in die Geschäftsführung ein und leitete das Familienunternehmen bis zur Einstellung des Geschäftsbetriebs 1996 in fünfter Generation.